# Gerbillus famulus
Il gerbillo dal ciuffo nero (Gerbillus famulus) è una specie di gerbillo diffusa nella penisola arabica sudorientale.